# Chuck Metcalf
Chuck Metcalf (8. ledna 1931 – 11. ledna 2012) byl americký jazzový kontrabasista a skladatel. V dětství se učil na housle a klavír. Když mu bylo patnáct let, začal hrát na kontrabas. V padesátých letech si založil rodinu a pracoval jako architekt, hudbě se věnoval pouze o víkendech. V roce 1980 absolvoval turné s Dexterem Gordonem. Své první sólové album vydal v roce 1989 a dostalo název Elsie Street. V lednu 2012 prohrál dlouholetý boj s rakovinou.

## Diskografie
- Joni Metcalf: Sings Porter and Ellington (1965)
- Overton Berry: Live at the Double-Tree (1970)
- Doug Hammond: Refletions in the Sea of Nurnen (1972)
- Mel Ellison: Friends (1976)
- San Fransisco, Ltd: San Francisco, Ltd. (1977)
- Mark Murphy: Stolen Moments (1978)
- Bert Wilson: Live at the Bellevue Jazz Festival (1987)
- Bert Wilson: Wings (1987)
- Bert Wilson: Live at Caffe Star-Bucks (1987)
- Bert Wilson: Rebirth Loves Monk! (1987)
- Chuck Metcalf: Live in Seattle (1987)
- Chuck Metcalf: Elsie Street (1989)
- Bert Wilson: Live at the ZOO (1990)
- Chuck Metcalf: Help Is Coming (1992)
- Primo Kim: To Be Near (1997)
- Craig Flory: Wigwam Bendix (1998)
- Gerry Grosz: On Ramp (1998)
- Chuck Metcalf: Thinking of You (2004)